# Bosbaan

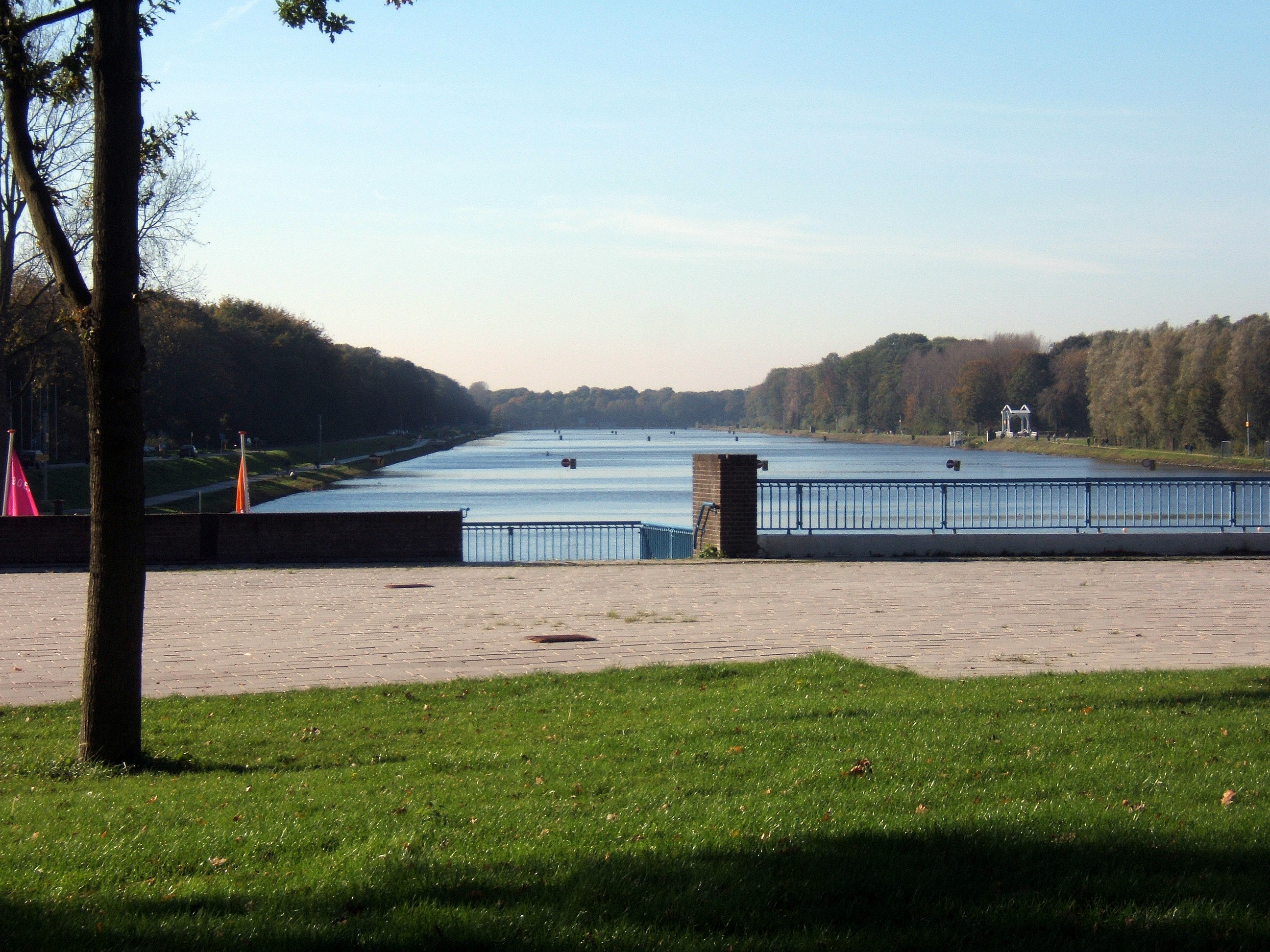
Bosbaan roddbana

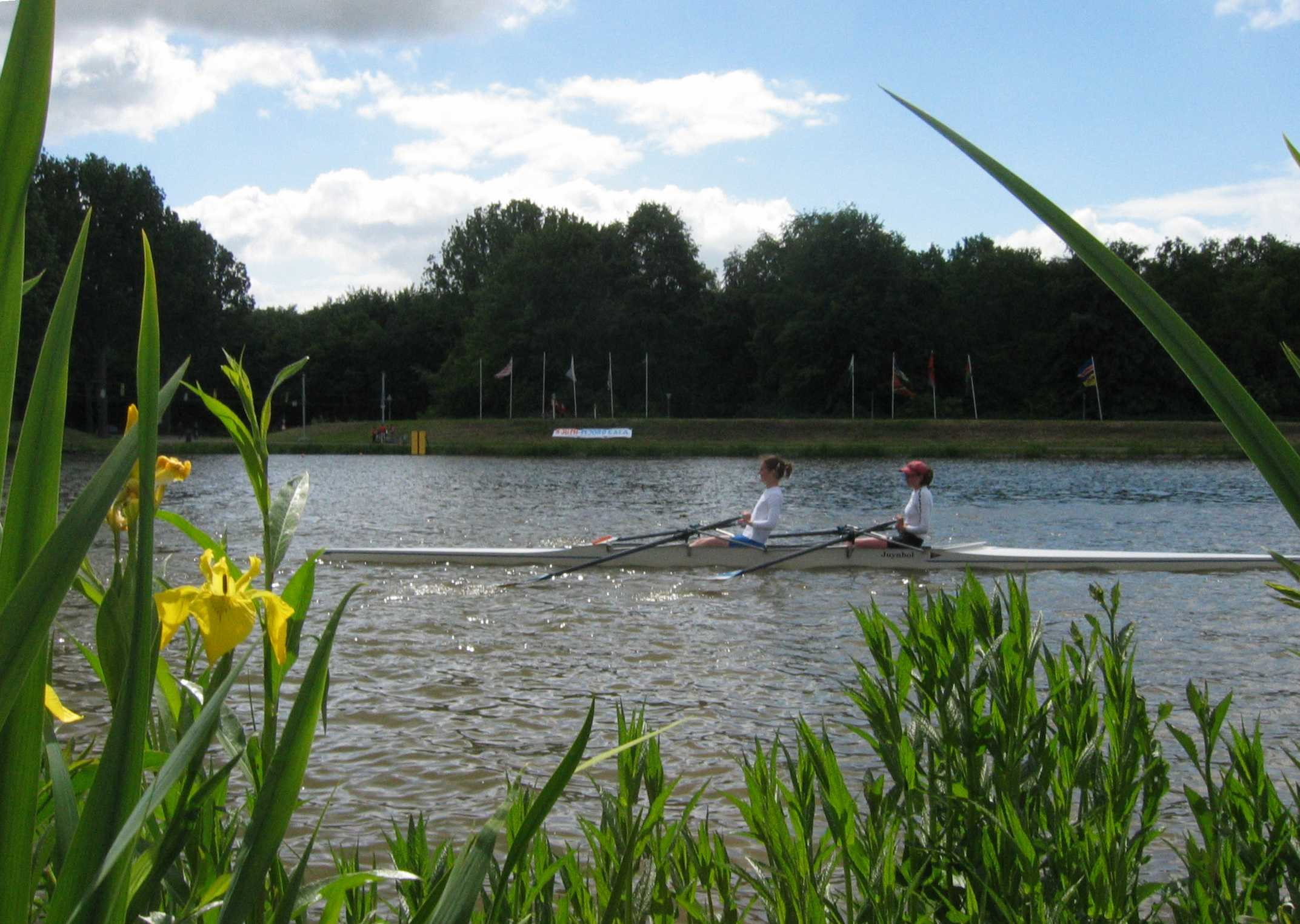
En junior dubbelsculler på Bosbaan

Bosbaan är en roddbana och sjö som ligger i Amsterdamse bos ("Amsterdams-skogen"), Buitenveldert, Nederländerna. Bosbaan, som direktöversatt betyder "Skogsbanan", är världens äldsta konstgjorda roddarena.
Banan byggdes 1936 som del av ett sysselsättningsprojekt för att minska arbetslösheten. Från början hade den bara 5 banor, vilket är en mindre än de internationella tävlingarna kräver. 1954 utvidgade man den med en 6:e bana. Detta gjordes i samband med att Amsterdam stod som värd för Europeiska mästerskapen i rodd, det första mästerskap där kvinnor fick ställa upp som elitroddare.
Alltsedan 2001 sträcker sig Bosbaan 2 200 meter på längden och 118 meter på bredden. Den har idag 8 banor, och sedan utbyggnaden 2001 hölls det första internationella mästerskapet där år 2005, U23VM (under 23 VM).
Det hålls en årlig internationell tävling på Bosbaan som drar till sig flera av de största roddarna i Europa, Holland Beker.